# Conospermum petiolare
Conospermum petiolare är en tvåhjärtbladig växtart som beskrevs av Robert Brown. Conospermum petiolare ingår i släktet Conospermum och familjen Proteaceae. Inga underarter finns listade i Catalogue of Life.